# Pentamerida
Pentamerida è un ordine di brachiopodi articolati convessi, con guscio impuntato che si trovano nelle rocce sedimentarie marine che vanno dal Cambriano medio al Devoniano. 

## Descrizione
I pentameridi sono caratterizzati da una breve linea di cerniera in cui si articolano le due valvole, aree interne sopra la linea di cerniera che si inclinano verso l'interno dal becco di ciascuna valvola e uno spondilio ben sviluppato sulla valvola peduncolare. Lo spondilio è una piattaforma rialzata per l'attaccamento muscolare che si trova al centro della valvola peduncolare interna, generalmente verso la cerniera e il becco. La valvola peduncolare è quella a cui si attacca il peduncolo. I brachidi, che reggono il lofoforo, le braccia ciliate che nutrono, sono ad anello, come nell'Orthida.
La linea cerniera corta aiuta a distinguere i pentameridi dagli ortidi ancestrali da cui ovviamente derivano. La linea del cardine non è così corta come si trova nella Rhynchonellida o Athyridida.

## Classificazione
Nella classificazione più antica di Moore, Lalicker e Fischer, 1952, la Pentamerida era considerata semplicemente come un ordine nella Classe Articulata e divisa in due sottordini, la Syntrophiacea e la Pentameracea, presentati con terminazioni di superfamiglia dell'epoca. Il trattato di Paleontologia degli invertebrati, Parte H Brachiopida (rivisto) colloca ora l'Ordine Pentamerida nella Classe Rhynchonellata e lo divide nei sottordini Syntrophiidina e Pentameridina. I Syntrofiidina sono i più primitivi dei due.